# Famille Romé
La famille Romé est une famille de parlementaires normands.

## Histoire de la famille
La famille dispose d'un mausolée dans l'église de Saint-Martin-du-Bec qui a été mutilé à la Révolution.

## Membres notables de la famille
- Nicolas I Romé († 1574), seigneur de Fresquiennes (1545), conseiller de la ville de Rouen (1550), secrétaire du roi (1552). Il est le père de Nicolas II et d'Antoine Romé.

- Nicolas II Romé († 1600), seigneur de Fresquiennes et baron du Bec-Crespin (1579), conseiller au Parlement de Normandie (1567), maître des requetes de l'hôtel du roi (1575), conseiller du conseil privé (1585). Il épouse en 1569 Isabeau de Hanivel. Il suit des études de 1548 à 1557 jusqu'à obtenir une licence passée à Paris. Il poursuit ses études pendant 9 ans dans les universités de Poitiers, Orléans, Toulouse et Bourges. Il obtient des lettres de noblesse en janvier 1577 pour 600 écus d'or. Après avoir appartenu aux Brézé et au duc d'Aumale, il fait l'acquisition avec l'aide du roi Henri III du Bec-Crespin. Il fait ériger un nouveau château vers 1585, qui comme celui de Brécourt semble fortement inspiré par Androuet du Cerceau. Il vend en 1589 l'hôtel Romé, construit vers 1525, à l'administration royale pour en faire la Cour des Comptes qui s’y installe en 1591.

- Antoine Romé, secrétaire du roi (1574-1586), conseiller de la ville de Rouen (1584). Il étudie pendant 8 ans à Poitiers puis une année à Rome.

- Jean-Jacques Romé (1558-1620), seigneur de La Fontaine, conseiller du roi et président de la chambre des comptes de Rouen (1582-1610). Il participe en 1589 à la bataille d'Arques où il est dit perdre un cheval. Soutien du roi Henri IV, les troupes de la Ligue viennent chez pour le faire prisonnier, alors que sa femme Marguerite Alleaume est en couche. Il achète en 1600 à Henri Jubert l'hôtel Jubert de Brécourt.

- Louis de Romé († 1713), seigneur de Vernouillet, petit-fils de Jean-Jacques Romé. Il devient président à mortier du Parlement de Normandie en 1678.

- Albert Marie de Romé (1730-1793), maréchal de camp, chevalier de Saint-Louis

### Sources
- « Cour des aides (1440-1790) - page 140 », sur archivesdepartementales76.net, 2006 (consulté le 12 décembre 2018).